# Associação Internacional de Sociedades de Classificação
A International Association of Classification Societies (IACS) é uma organização não-governamental tecnicamente baseada que atualmente consiste de doze membros de sociedades de classificação marítima. Mais de 90% da tonelagem de carga dos navios são abrangidos pela classificação de padrões estabelecidos por sociedades membros do IACS.
A classificação marítima é um sistema para promover a segurança da vida, da propriedade e do meio ambiente, principalmente através da criação e verificação de conformidade com técnicas e padrões de engenharia para o projeto, construção e manutenção do ciclo de vida de navios, unidades offshore e instalações relacionadas com o mar. Estas normas estão contidas nas regras estabelecidas por cada Sociedade. A IACS fornece um fórum dentro do qual as sociedades membros podem discutir, pesquisa e adotar critérios técnicos que reforçar a segurança marítima.

## História
A IACS tem as suas origens e as recomendações da Convenção Internacional das linhas de Carga de 1930. A convenção recomenda a colaboração entre as sociedades de classificação, para proteger o "máximo de uniformidade possível na aplicação dos padrões de resistência sobre a qual é baseado o freeboard...".
Seguindo a Convenção, o Registro Italiano Navale (RINA) sediou a primeira conferência das principais sociedades em 1939 - assistidos por ABS, BV, DNV, GL, LR e NK - que concordaram em reforçar a cooperação entre as sociedades.
A segunda grande classe de conferência da sociedade, realizada em 1955, levou à criação de grupos de trabalho sobre temas específicos e, em 1968, para a formação do IACS por sete principais sociedades.
A SIGC foi fundada em 11 de setembro de 1968, em Hamburgo, Alemanha, e sua sede está atualmente em Londres.
Em 1969, a SIGC foi dado status consultivo junto ao IMO. Sua participação tem aumentado desde então para treze. DNV GL e se fundiram em 2013, a nova entidade é chamado DNV GL.

## Finalidade
Embora a IACS seja uma organização não-governamental, ela também desempenha um papel dentro da Organização Marítima Internacional (IMO), para que IACS fornece suporte técnico e orientação e desenvolve a unificação de interpretações das normas legais internacionais desenvolvidas pelos estados-membros da IMO. Uma vez adotado, essas interpretações são aplicadas por cada membro da sociedade IACS, na certificação de conformidade com as disposições legais em nome do que autoriza os estados de bandeira.
O IACS tem status consultivo com o IMO, e continua a ser a única organização não-governamental, com estatuto de observador, que também desenvolve e aplica regras técnicas que são um reflexo dos objetivos incorporados dentro das convenções OMI. A ligação entre os regulamentos de transporte marítimo internacional, desenvolvido pela IMO e a regra de requisito de classificação para a estrutura do casco de um navio e sistemas essenciais de engenharia é codificada na Convenção Internacional para a salvaguarda da Vida humana no Mar (SOLAS).

## Organização
A IACS é governada por um Conselho, com cada membro representado no Conselho por um alto executivo de gestão. O cargo de Presidente do Conselho é rodado entre os membros, numa base anual. Relatando para o Conselho Geral de Política de Grupo (GPG), composto de um alto representante de gestão de cada membro da sociedade. O GPG desenvolve e implementa ações para a concretização de políticas, de direções e planos de longo prazo do Conselho. O presidente do GPG é tomada pelo Membro segurando o presidente do Conselho. Muito do desenvolvimento técnico do trabalho do IACS é realizado por um número de grupos de trabalho (WP), os membros dos quais são extraídas as técnicas, de engenharia, de pesquisa ou de qualidade, de gestão de pessoal das sociedades membro.

## O dever e a responsabilidade dos membros
Existem mais de 50 organizações em todo o mundo, a qual definem as suas atividades como forneceendo classificação marítima. Aquelas sociedades de classificação que satisfaçam as condições de admissão podem candidatar-se à associação de IACS. Para permanecer um membro, são exigidos a todos os membros demonstrar a conformidade contínua com os padrões de qualidade determinados por auditorias periódicas.
Para a promoção da segurança marítima e oceanos limpos, a IACS e seus indivíduos, realizam tarefas de investigação e desenvolvimento em temas relacionados com a marítima e com a prestação de apoio técnico e vistorias sobre o cumprimento das normas estabelecidas.
O processo de classificação começa com a avaliação efectuada pela sociedade de classificação de um projeto apresentado para determinar a sua conformidade com as regras. Durante a construção, técnicos topógrafos da sociedade da classificação participam no navio para verificar se ele é construído em conformidade com os desenhos e as regras. Na entrega, o navio irá receber vistorias periódicas pela sociedade para verificar se ele está sendo mantido conforme o padrão exigido. Essas pesquisas geralmente seguem um ciclo de cinco anos de anual, intermediário e inquéritos especiais com a extensão do inquérito, variando consoante a idade do navio, ou as unidades offshore e o tipo de vistoria que está sendo conduzida.
Para que uma embarcação permaneça na classe' ele deve atender a regra de requisitos dessa classe no momento da realização de cada vistoria. Se um navio suster danos em serviços, o proprietário da embarcação aconselha a sociedade de classificação do registo para que uma vistoria de danos possa ser feita. Se o vistoriador decidir que o navio danificado não cumpre as regras, o proprietário deve realizar reparos para trazer o navio de volta em conformidade, se é para permanecer em sua classe.

## Membros
Em fevereiro de 2017, os membros do IACS foram:
| Nome                                                                         | Abreviatura | Formado    | Sede            |
| ---------------------------------------------------------------------------- | ----------- | ---------- | --------------- |
| Lloyd's Register                                                             | LR          | 1760       | Londres         |
| Bureau Veritas                                                               | BV          | 1828       | Paris           |
| Croatian Register of Shipping/ Austríaco Veritas (Hrvatski Registar Brodova) | CRS         | 1858/ 1949 | Spit            |
| Registro Italiano Navale                                                     | RINA        | 1861       | Génova          |
| American Bureau of Shipping                                                  | ABS         | 1862       | Houston         |
| DNV GL                                                                       | DNV GL      | 1864       | Oslo            |
| Nippon Kaiji Kyokai (ClassNK)                                                | NK          | 1899       | Tóquio          |
| Registo Marítimo da Rússia (Российский морской регистр судоходства)          | RS          | 1913       | São Petersburgo |
| Polish Register of Shipping (Polski Rejestr Statków)                         | PRS         | 1936       | Gdansk          |
| Sociedade de Classificação da China                                          | CCS         | 1956       | Pequim          |
| Korean Register of Shipping                                                  | KR          | 1960       | Busan           |
| CMC CERTIFICADORA                                                            | CMC         | 2021       | São Paulo BR    |